# العلاقات الأرمينية الفانواتية
العلاقات الأرمينية الفانواتية هي العلاقات الثنائية التي تجمع بين أرمينيا وفانواتو.

## مقارنة بين البلدين
هذه مقارنة عامة ومرجعية للدولتين:
| وجه المقارنة                                              | أرمينيا                    | فانواتو                                  |
| --------------------------------------------------------- | -------------------------- | ---------------------------------------- |
| المساحة (كم2)                                             | 29.74 ألف                  | 12.19 ألف                                |
| عدد السكان (نسمة)                                         | 2.93 مليون                 | 276.24 ألف                               |
| الكثافة السكانية (ن./كم²)                                 | 98.52                      | 22.66                                    |
| العاصمة                                                   | يريفان                     | بورت فيلا                                |
| اللغة الرسمية                                             | لغة أرمنية                 | اللغة البسلاما، لغة فرنسية، لغة إنجليزية |
| العملة                                                    | درام أرميني                | فاتو فانواتي                             |
| الناتج المحلي الإجمالي (بليون دولار)                      | 11.54 مليار                | 862.88 مليون                             |
| الناتج المحلي الإجمالي (تعادل القوة الشرائية) بليون دولار | 25.41 مليار                | 790.76 مليون                             |
| الناتج المحلي الإجمالي الاسمي للفرد دولار أمريكي          | 3.49 ألف                   | 2.81 ألف                                 |
| الناتج المحلي الإجمالي للفرد دولار أمريكي                 | 8.07 ألف                   | 3.03 ألف                                 |
| مؤشر التنمية البشرية                                      | 0.743                      | 0.594                                    |
| رمز المكالمات الدولي                                      | +374                       | +678                                     |
| رمز الإنترنت                                              | .am، .հայ ‏                 | .vu                                      |
| المنطقة الزمنية                                           | ت ع م+04:00، توقيت أرمينيا | ت ع م+11:00                              |

## منظمات دولية مشتركة
يشترك البلدان في عضوية مجموعة من المنظمات الدولية، منها:
| علم المنظمة | اسم المنظمة                        | تاريخ انضمام أرمينيا | تاريخ انضمام فانواتو |
| ----------- | ---------------------------------- | -------------------- | -------------------- |
|             | يونسكو                             | 9 يونيو 1992         | 10 فبراير 1994       |
|             | مؤسسة التمويل الدولية              | 18 أبريل 1995        | 28 سبتمبر 1981       |
|             | بنك التنمية الآسيوي                | 2005                 | 1981                 |
|             | منظمة حظر الأسلحة الكيميائية       | ?                    | ?                    |
|             | مؤسسة التنمية الدولية              | 25 أغسطس 1993        | 28 سبتمبر 1981       |
|             | منظمة التجارة العالمية             | 5 فبراير 2003        | ?                    |
|             | وكالة ضمان الاستثمار متعدد الأطراف | 5 ديسمبر 1995        | 27 يوليو 1988        |
|             | الاتحاد البريدي العالمي            | ?                    | ?                    |
|             | الاتحاد الدولي للاتصالات           | 30 يونيو 1992        | 30 مارس 1988         |
|             | الأمم المتحدة                      | 2 مارس 1992          | 15 سبتمبر 1981       |
|             | البنك الدولي للإنشاء والتعمير      | 16 سبتمبر 1992       | 28 سبتمبر 1981       |

## وصلات خارجية
- موقع وزارة الخارجية الأرمينية